# Woynishet Girma
Woynishet Girma, née le 28 juillet 1986, est une athlète éthiopienne. 

## Carrière
Woynishet Girma termine quatrième du Marathon de Boston 2010 et remporte le Marathon d'Honolulu en 2011.